# 極軌衛星運載火箭
極軌衛星運載火箭（英語：Polar Satellite Launch Vehicle，PSLV）是由印度空间研究组织（ISRO）所研發製造的可拋棄式運載火箭，開發的目的是將印度自行研發的印度遙感衛星（製圖衛星）送入太阳同步轨道和開發商用衛星發射市場，在此之前，市場上只有委託俄羅斯替其發射衛星的選擇。除了像遙感衛星這些大型衛星外，極軌衛星運載火箭也能將小型衛星送入地球同步轉移軌道。
2016年6月22日，印度成功進行任務代號為PSLV-C34的衛星發射任務，將二十顆包括製圖衛星-2C和美國、德國等國的衛星送入軌道，成功更新了印度在2008年所創造的一箭十星紀錄，並與中國於2015年9月20日創造的紀錄持平。2017年2月15日，印度成功進行代號為PSLV-C37的衛星發射任務，將達104顆的衛星送入軌道，超越俄羅斯在2014年所創造的37顆紀錄，成為世界紀錄以來最多。
直至2016年9月26日，印度太空研究組織（ISRO）已經成功透過極軌衛星運載火箭將79顆分別屬於包括加拿大、印尼、新加坡、英國、美國、日本、歐盟等國或組織的衛星送入軌道。在一系列發射任務中，比較著名的發射任務是PSLV-C11（月船1号）和PSLV-C25（火星軌道器任務）。

## 發展
極軌衛星運載火箭（PSLV）的開發可追溯於二十世紀九十年代在維克拉姆·薩拉巴伊航天中心附近的喀拉拉邦錫魯萬納塔普拉姆市，而惯性导航系统的開發則在同市的印度太空研究組織慣性系統部（IISU）開發。至於該型火箭的第二節和第四節引擎則由液體推進系統中心（LPSC）在鄰近泰米尔纳德邦蒂魯內爾維利市的馬亨德拉山（Mahendragiri）開發，固體燃料推進器則在位於安得拉邦斯里赫里戈达岛的萨迪什·达万航天中心（SHAR）進行開發與操作。
極軌衛星運載火箭的首次試驗是在1993年9月20日進行，該次測試按預期計劃進行第一節和第二節測試，但是該次試驗遇上一種姿態控制（Attitude control）的問題，導致了第二節和第三節在分離時發生碰撞，使任務未能達成預期目標。在初次嘗試失敗後，印度太空研究組織終於在1994年10月15日成功測試，可是在第三次任務進行時，火箭發射遇上在離開有效載荷低於計劃中的軌道問題而失敗。從該次試射之後，極軌衛星運載火箭已經成功進行37次發射，沒有任何故障。
除了本國衛星之外，極軌衛星運載火箭同時也兼顧了為印度打開特別針對於近地轨道（LEO）的衛星商用衛星發射的市場。而該型火箭也已經經歷了多個版本的改進，特別針對於火箭推力、運載效率及重量的改進。

## 火箭介紹
極軌衛星運載火箭有四節分別使用固體和液體推進系統。第一節具有一個能夠為火箭提供逾4800千牛最大推力，承載達138噸的端羟基聚丁二烯推進劑（HTPB）的固體火箭發動機，而其直徑2.8米的外殼是由马氏体时效钢作為材料製成，具有30,200公斤的空載質量。除此之外，二次元推力矢量控制系統（SITVC）為了在第一節飛行期間提供俯仰（Pitch）和偏航（Yaw）的控制，就將「高氯酸锶鹽水溶液」（Aqueous solution of strontium perchlorate）注入噴嘴（nozzle）中，可是這種做法會產生不對稱的推力。因此，極軌衛星運載火箭便採用了一種將溶液存儲在綁定在固體火箭發動機的兩個圓柱體铝罐並用氮氣加壓和採用位於節兩側的兩個小液體發動機提供側傾控制（RCT）的解決方案。

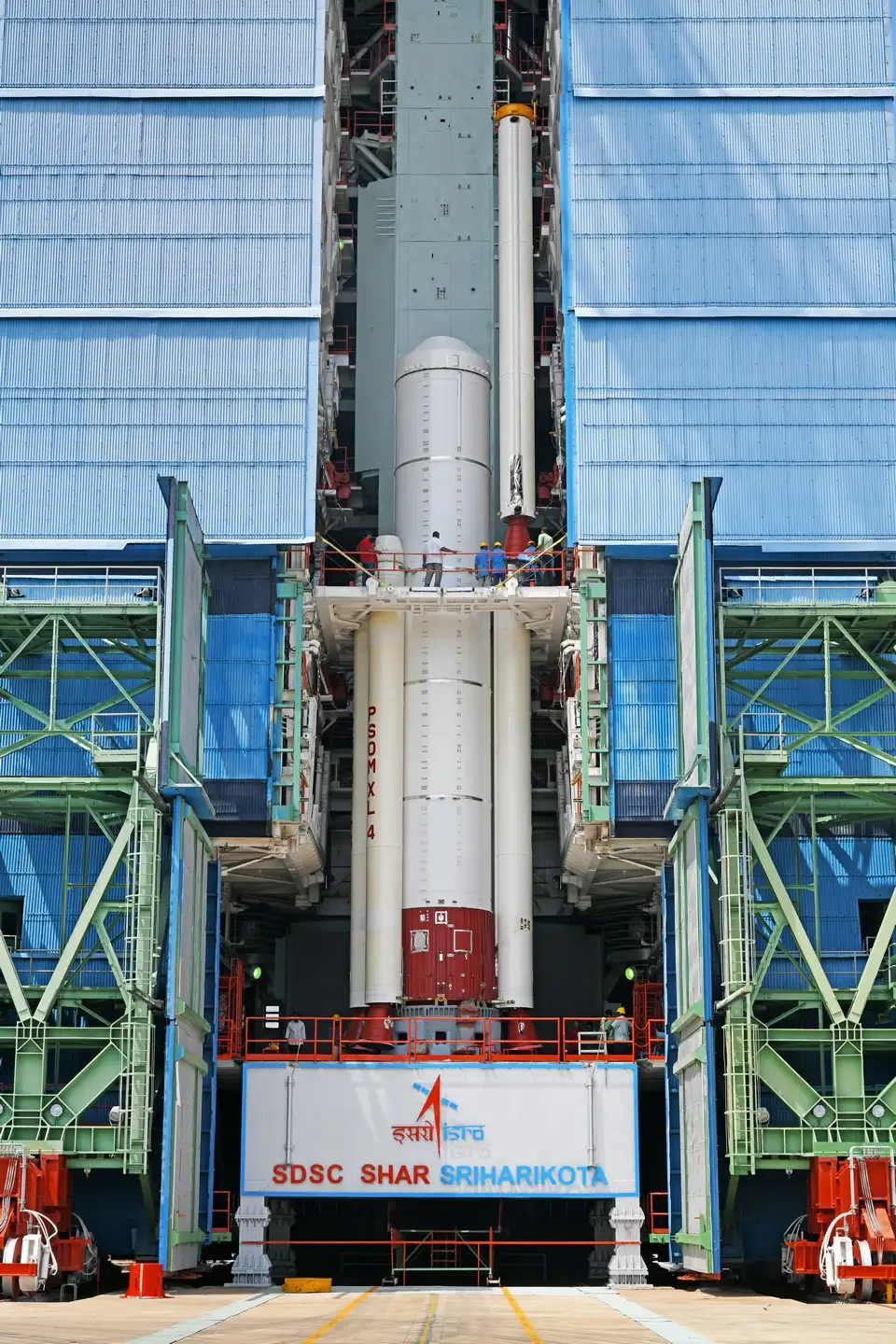
第一節火箭安裝助推器

在PSLV和PSLV-XL版本中，第一節均具備六支捆綁式的固體助推器，其中四支助推器是就地點燃，另外兩支則在發射後在空中點燃25秒。在標準的PSLV版本中，每一支的助推器都能承載逾9噸的推進劑並產生達510千牛的推力，而在PSLV-XL版本中則使用了更大的助推器，可承載達12噸的推進劑並產生達719千牛的推力。
在第二節中，則採用了能夠產生800千牛的最大推力的維卡斯發動機和攜帶41.5噸的液體推進劑（UDMH）作為燃料和採用四氧化二氮（N2ö4）作為氧化劑。與第一節一樣，第二節的發動機也提供了俯仰和偏航控制，而側傾控制則由兩個熱氣反應控制電機提供。

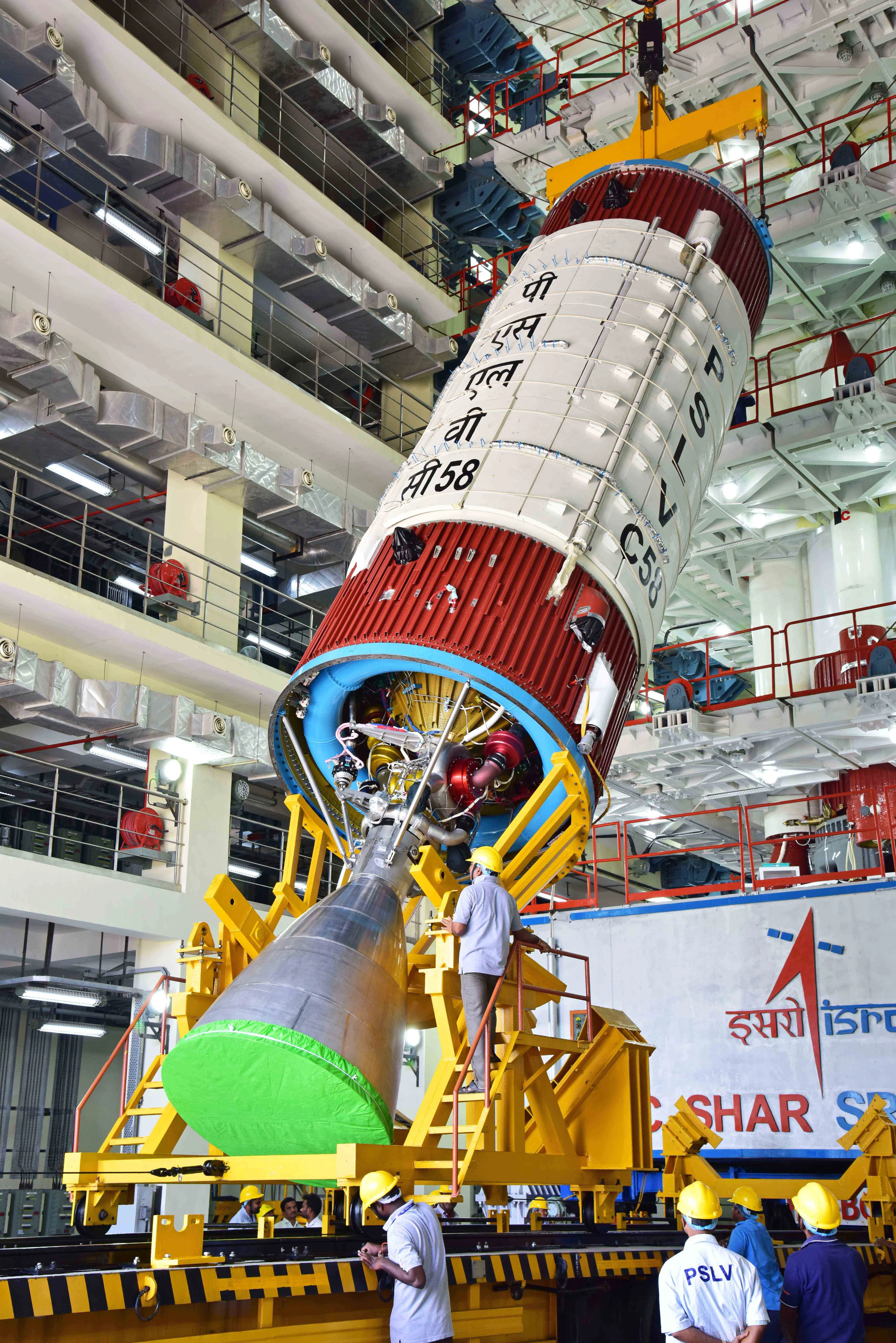
第二節火箭

在第三節中，則採用了7噸基於端羟基聚丁二烯（HTPB）的推進劑，能夠產生240千牛最大推力。這節的外殼採用了克維拉—聚酰胺的纖維製造，並且配備了「密封式柔性滾動軸承」（flex-bearing-seal）噴嘴（±2℃）的推力矢量發動機以作俯仰和偏航控制。而該節的側傾控制則由第四節中的反推力系统提供。
在第四節中，動力則由採用甲基肼（MMH）和氮的混合氧化物（MON）混合氧化物的雙引擎提供，每個發動機均能產生7.4千牛的推力和擺動（±3°），以提供俯仰、偏航和側傾控制。在PSLV和PSLV-XL中，該節擁有2,500公斤的推進劑，而在PSLV-CA版本，則擁有2100公斤的推進劑。
|      | 第一節                         | 第二節           | 第三節           | 第四節         |
| ---- | ------------------------------ | ---------------- | ---------------- | -------------- |
| 俯仰 | 二次注入矢量控制系統           | 發動機平衡環架   | 柔性滾動軸承噴嘴 | 發動機平衡環架 |
| 偏航 | 二次注入矢量控制系統           | 發動機平衡環架   | 柔性滾動軸承噴嘴 | 發動機平衡環架 |
| 側傾 | 側傾控制和二次注入矢量控制系統 | 熱氣反應控制電機 | PS4反推力系统    | PS4反推力系统  |

### 發展型
印度空间研究组织（ISRO）設想了多種極軌衛星運載火箭（PSLV）的改良版本以滿足不同的任務要求。目前有三個版本正在服役，包括標準型（PSLV）、沒有六支捆綁式固體助推器的單獨核心型本（PSLV-CA）和放大型（PSLV-XL），其中放大型版本能夠攜帶比標準型更多的固體燃料。 這些版本中提供了在低地球軌道的有效載荷3,800公斤能力和在太陽同步軌道的有效載荷1,800公斤的能力。

#### PSLV-G
PSLV-G是PSLV的標準版本，具有四節用於交替使用的固體和液體推進系統和六支捆綁式助推器。該型火箭目前仍在服役中，並有能力進入太陽同步軌道622公里。

#### PSLV-CA
PSLV-CA（PSLV-Core Alone）是極軌衛星運載火箭的首個衍生版本，於2007年4月23日首先試射，不過該型版本並不具備四節推動和六支捆綁式助推器。在第一節中兩個側傾控制和兩個第一節電機推力推制仍然存在。與標準版本相比，CA的第四節具有400公斤的推進劑，有能力進入太陽同步軌道622公里。

#### PSLV-XL
PSLV-XL是標準版本的增強型，具備了更強大的運載能力和配置了捆綁式助推器。在升空時，PSLV-XL重約320噸，火箭亦捆綁了大型助助推器（PSOM-XL）以實現更高而有效的載荷能力。而該大型助推器直徑約1米，長約13.5米，並且配置了12噸的固體推進劑而不是標準型的9噸。在2005年12月29日，印度太空研究組織成功進行了捆綁了助推器的PSLV改良版本。其後在2008年10月22日，代號為PSLV-C11的衛星發射任務是PSLV-XL首次發射試驗，也是印度首次進行的月球人造衛星發射任務。該改良版本的有效載荷能力為1,800公斤，而其他的改良版本只有1,600公斤。同時，2011年7月15日代號為PSLV-C17和2012年4月26日代號為PSLV-C19的衛星發射任務也是PSLV-XL為數不多的比較重要的任務之一。
| 發展型（改良版本） | 發射次數 | 成功次數 | 失敗次數 | 部份失敗次數 | 備註 |
| ------------------ | -------- | -------- | -------- | ------------ | ---- |
| PSLV-G             | 12       | 10       | 1        | 1            |      |
| PSLV-CA            | 11       | 11       | 0        | 0            |      |
| PSLV-XL            | 15       | 15       | 0        | 0            |      |

#### PSLV-3S
PSLV-3S是印度空間研究組織（ISRO）正在建議或開發中的版本，亦是極軌衛星運載火箭的三節版本，它將不再具備六支捆綁式助推器與原有四節中的第二節助推器，該型火箭的設計目標是將少於500公斤的衛星發射到低地球軌道（LEO），是為PSLV小型改良火箭。

## 發射歷史
截至2022年2月14日，極軌衛星運載火箭已进行54次发射，其中51次成功到达轨道，两次完全失败，一次部分失败，成功率为94%（或96%，包括部分失败）。
| 編號   | 型號                                                                                | 發射日期與時間 (UTC) | 發射地點                       | 酬載衛星 | 酬載物質量                                                                                              | 結果     |
| ------ | ----------------------------------------------------------------------------------- | -------------------- | ------------------------------ | --- | --- | -------- |
| D1     | PSLV                                                                                | 1993年9月20日 05:12  | 萨迪什·达万航天中心 第一发射台 | IRS-1E | 846 公斤                                                                                                | 失敗     |
| D1     | 首次試射。發射過程中第二級發動機分離失敗。                                          |                      |                                | | |          |
| D2     | PSLV                                                                                | 1994年10月15日 05:05 | 萨迪什·达万航天中心 第一发射台 | IRS-P2 | 804 公斤                                                                                                | 成功     |
| D2     | [ 19 ]                                                                              |                      |                                | | |          |
| D3     | PSLV                                                                                | 1996年3月21日 04:53  | 萨迪什·达万航天中心 第一发射台 | IRS-P3 | 920 公斤                                                                                                | 成功     |
| D3     | [ 20 ]                                                                              |                      |                                | | |          |
| C1     | PSLV                                                                                | 1997年9月29日 04:47  | 萨迪什·达万航天中心 第一发射台 | IRS-1D | 1250 公斤                                                                                               | 部份失敗 |
| C1     | 首次不依賴俄羅斯援助下發射衛星。                                                    |                      |                                | | |          |
| C2     | PSLV                                                                                | 1999年5月26日 06:22  | 萨迪什·达万航天中心 第一发射台 | Oceansat-1 DLR-Tubsat KitSat 3 | 1050 公斤 45 公斤 107 公斤                                                                              | 成功     |
| C2     | 首次為外國發射衛星和首次試驗一箭多星技術。                                          |                      |                                | | |          |
| C3     | PSLV                                                                                | 2001年10月22日 04:53 | 萨迪什·达万航天中心 第一发射台 | 技術試驗衛星（TES） 普罗巴卫星 BIRD                                                                                               | 1108 公斤 94 公斤 92 公斤                                                                               | 成功     |
| C3     | [ 24 ] [ 25 ]                                                                       |                      |                                | | |          |
| C4     | PSLV                                                                                | 2002年9月12日 10:23  | 萨迪什·达万航天中心 第一发射台 | Kalpana-1 | 1060 公斤                                                                                               | 成功     |
| C4     | [ 26 ] [ 27 ] [ 28 ]                                                                |                      |                                | | |          |
| C5     | PSLV                                                                                | 2003年10月17日 04:52 | 萨迪什·达万航天中心 第一发射台 | RESOURCESAT-1（IRS-P6） | 1360 公斤                                                                                               | 成功     |
| C5     | [ 29 ] [ 30 ]                                                                       |                      |                                | | |          |
| C6     | PSLV                                                                                | 2005年5月5日 04:45   | 萨迪什·达万航天中心 第二發射台 | CARTOSAT-1 HAMSAT | 1560 公斤 42.5 公斤                                                                                     | 成功     |
| C6     | 首次從第二發射台發射。                                                              |                      |                                | | |          |
| C7     | PSLV                                                                                | 2007年1月10日 03:54  | 萨迪什·达万航天中心 第一发射台 | CARTOSAT-2 SRE-1 LAPAN-TUBsat PEHUENSAT-1                                                                                         | 680 公斤 500 公斤 56 公斤 6 公斤                                                                        | 成功     |
| C7     | 首次發射太空返回艙。                                                                |                      |                                | | |          |
| C8     | PSLV-CA                                                                             | 2007年4月23日 10:00  | 萨迪什·达万航天中心 第二發射台 | 伽玛射线轻型探测器 AAM | 352 公斤 185 公斤                                                                                       | 成功     |
| C8     | 印度首次為外國商業機構發射衛星。                                                    |                      |                                | | |          |
| C10    | PSLV-CA                                                                             | 2008年1月21日 03:45  | 萨迪什·达万航天中心 第一发射台 | TecSAR | 295 公斤                                                                                                | 成功     |
| C10    | [ 35 ] [ 36 ]                                                                       |                      |                                | | |          |
| C9     | PSLV-CA                                                                             | 2008年4月28日 03:53  | 萨迪什·达万航天中心 第二發射台 | Cartosat-2A IMS-1 RUBIN-8 CanX-6 CanX-2 Cute-1.7+APD II Delfi-C3 SEEDS-2 COMPASS-1 AAUSAT-II                                      | 690 公斤 83 公斤 8 公斤 6.5 公斤 3.5 公斤 3 公斤 2.2 公斤 1 公斤 1 公斤 0.75 公斤                       | 成功     |
| C9     | 印度首次完成一箭十星發射，創造亞洲紀錄。                                            |                      |                                | | |          |
| C11    | PSLV-XL                                                                             | 2008年10月22日 00:52 | 萨迪什·达万航天中心 第二發射台 | 月船1号 | 1380 公斤                                                                                               | 成功     |
| C11    | 印度首個月球探測器。                                                                |                      |                                | | |          |
| C12    | PSLV-CA                                                                             | 2009年4月20日 01:15  | 萨迪什·达万航天中心 第二發射台 | RISAT-2 ANUSAT | 300 公斤 40 公斤                                                                                        | 成功     |
| C12    | [ 41 ] [ 42 ]                                                                       |                      |                                | | |          |
| C14    | PSLV-CA                                                                             | 2009年9月23日 06:21  | 萨迪什·达万航天中心 第一发射台 | Oceansat-2 Rubin 9.1 Rubin 9.2 SwissCube-1 BeeSat UWE-2 ITUpSAT1                                                                  | 960 公斤 8 公斤 8 公斤 1 公斤 1 公斤 1 公斤 1 公斤                                                      | 成功     |
| C14    | [ 43 ] [ 44 ] [ 45 ] [ 46 ] [ 47 ]                                                  |                      |                                | | |          |
| C15    | PSLV-CA                                                                             | 2010年7月12日 03:52  | 萨迪什·达万航天中心 第一发射台 | Cartosat-2B ALSAT-2A AISSat-1 TIsat-1 STUDSAT                                                                                     | 694 公斤 117 公斤 6.5 公斤 1 公斤 0.95 公斤                                                             | 成功     |
| C15    | [ 48 ] [ 49 ] [ 50 ] [ 51 ] [ 52 ] [ 53 ] [ 54 ]                                    |                      |                                | | |          |
| C16    | PSLV                                                                                | 2011年4月20日 04:42  | 萨迪什·达万航天中心 第一发射台 | ResourceSat-2 X-Sat YouthSat | 1206 公斤 106 公斤 92 公斤                                                                              | 成功     |
| C16    | [ 55 ]                                                                              |                      |                                | | |          |
| C17    | PSLV-XL                                                                             | 2011年7月15日 11:18  | 萨迪什·达万航天中心 第二發射台 | GSAT-12 | 1410 公斤                                                                                               | 成功     |
| C17    | [ 56 ] [ 57 ]                                                                       |                      |                                | | |          |
| C18    | PSLV-CA                                                                             | 2011年10月12日 05:31 | 萨迪什·达万航天中心 第一发射台 | Megha-Tropiques SRMSAT Jugnu VesselSat-1                                                                                          | 1000 公斤 10.9 公斤 3 公斤 28.7 公斤                                                                    | 成功     |
| C18    | [ 58 ] [ 59 ]                                                                       |                      |                                | | |          |
| C19    | PSLV-XL                                                                             | 2012年4月26日 00:17  | 萨迪什·达万航天中心 第一发射台 | RISAT-1 | 1850 公斤                                                                                               | 成功     |
| C19    | [ 60 ]                                                                              |                      |                                | | |          |
| C21    | PSLV-CA                                                                             | 2012年9月9日 04:23   | 萨迪什·达万航天中心 第一发射台 | SPOT-6 mRESINS PROITERES | 720 公斤 50 公斤 15 公斤                                                                                | 成功     |
| C21    | [ 61 ]                                                                              |                      |                                | | |          |
| C20    | PSLV-CA                                                                             | 2013年2月25日 12:31  | 萨迪什·达万航天中心 第一发射台 | SARAL Sapphire NEOSSat TUGSAT-1 UniBRITE-1 STRaND-1 AAUSAT3                                                                       | 409 公斤 148 公斤 74 公斤 14 公斤 14 公斤 6.5 公斤 0.8 公斤                                             | 成功     |
| C20    | [ 62 ] [ 63 ] [ 64 ]                                                                |                      |                                | | |          |
| C22    | PSLV-XL                                                                             | 2013年7月1日 18:11   | 萨迪什·达万航天中心 第一发射台 | IRNSS-1A | 1425 公斤                                                                                               | 成功     |
| C22    | 印度首個區域導航（IRNSS）衛星。                                                     |                      |                                | | |          |
| C25    | PSLV-XL                                                                             | 2013年11月5日 09:08  | 萨迪什·达万航天中心 第一发射台 | 火星軌道器任務 | 1350 公斤                                                                                               | 成功     |
| C25    | 印度首個火星探測器。                                                                |                      |                                | | |          |
| C24    | PSLV-XL                                                                             | 2014年4月4日 11:44   | 萨迪什·达万航天中心 第一发射台 | IRNSS-1B | 1432 公斤                                                                                               | 成功     |
| C24    | [ 68 ] [ 69 ]                                                                       |                      |                                | | |          |
| C23    | PSLV-CA                                                                             | 2014年6月30日 04:22  | 萨迪什·达万航天中心 第一发射台 | SPOT-7 CanX-4 CanX-5 AISAT VELOX-1                                                                                                | 714 公斤 15 公斤 15 公斤 14 公斤 7 公斤                                                                 | 成功     |
| C23    | [ 70 ]                                                                              |                      |                                | | |          |
| C26    | PSLV-XL                                                                             | 2014年10月16日 20:02 | 萨迪什·达万航天中心 第一发射台 | IRNSS-1C | 1425.4 公斤                                                                                             | 成功     |
| C26    | [ 71 ] [ 72 ]                                                                       |                      |                                | | |          |
| C27    | PSLV-XL                                                                             | 2015年3月28日 11:49  | 萨迪什·达万航天中心 第二發射台 | IRNSS-1D | 1425 公斤                                                                                               | 成功     |
| C27    | [ 73 ]                                                                              |                      |                                | | |          |
| C28    | PSLV-XL                                                                             | 2015年7月10日 16:28  | 萨迪什·达万航天中心 第一发射台 | UK-DMC3A UK-DMC3B UK-DMC3C CBNT-1 DeOrbitSail                                                                                     | 447 公斤 447 公斤 447 公斤 91 公斤 7 公斤                                                               | 成功     |
| C28    | [ 74 ] [ 75 ]                                                                       |                      |                                | | |          |
| C30    | PSLV-XL                                                                             | 2015年9月28日 04:30  | 萨迪什·达万航天中心 第一发射台 | Astrosat LAPAN-A2 exactView 9 Lemur-2 Joel Lemur-2 Peter Lemur-2 Jorean Lemur-2 Chris                                             | 1650 公斤 68 公斤 5.5 公斤 4 公斤 4 公斤 4 公斤 4 公斤                                                  | 成功     |
| C30    | 印度首次為美國發射衛星。                                                            |                      |                                | | |          |
| C29    | PSLV-CA                                                                             | 2015年12月16日 12:30 | 萨迪什·达万航天中心 第一发射台 | TeLEOS-1 VELOX-C1 VELOX-II Kent Ridge-1 Galassia Athenoxat-1                                                                      | 400 公斤 123 公斤 13 公斤 78 公斤 3.4 公斤 -                                                            | 成功     |
| C29    | [ 78 ] [ 79 ] [ 80 ]                                                                |                      |                                | | |          |
| C31    | PSLV-XL                                                                             | 2016年1月20日 04:01  | 萨迪什·达万航天中心 第二發射台 | IRNSS-1E | 1425 公斤                                                                                               | 成功     |
| C31    | [ 81 ] [ 82 ] [ 83 ]                                                                |                      |                                | | |          |
| C32    | PSLV-XL                                                                             | 2016年3月10日 10:31  | 萨迪什·达万航天中心 第二發射台 | IRNSS-1F | 1425 公斤                                                                                               | 成功     |
| C32    | [ 84 ] [ 85 ]                                                                       |                      |                                | | |          |
| C33    | PSLV-XL                                                                             | 2016年4月28日 07:20  | 萨迪什·达万航天中心 第一发射台 | IRNSS-1G | 1425 公斤                                                                                               | 成功     |
| C33    | 印度区域导航卫星系统最後一顆衛星，意味著印度首個自主研發的導航系統已完成搭建。      |                      |                                | | |          |
| C34    | PSLV-XL                                                                             | 2016年6月22日 03:56  | 萨迪什·达万航天中心 第一发射台 | - Cartosat-2C - LAPAN-A3 - BIROS - SkySat Gen2-1 - GHGSat-D - M3MSat - Swayam - SathyabamaSat - 12 × Flock-2P Dove nanosatellites | - 727.5 公斤 - 120 公斤 - 130 公斤 - 110 公斤 - 25.5 公斤 - 85 公斤 - 1 公斤 - 1.5 公斤 - 12 × 4.7 公斤 | 成功     |
| C34    | 印度首次進行的一箭二十星發射試驗。                                                  |                      |                                | | |          |
| C35    | PSLV-G                                                                              | 2016年9月26日 03:42  | 萨迪什·达万航天中心 第一发射台 | ScatSat-1 ALSAT-2B ALSAT-1B Pathfinder-1 Pratham IIT Bombay NLS-19 ALSAT-1N PISat                                                 | 371 公斤 117 公斤 103 公斤 44 公斤 10 公斤 8 公斤 7 公斤 5.25 公斤                                      | 成功     |
| C35    | ISRO最長的PSLV衛星發射任務。 PSLV的第一個任務是將它的有效載荷發射到兩個不同的軌道。 |                      |                                | | |          |
| C36    | PSLV-XL                                                                             | 2016年12月7日 04:55  | 萨迪什·达万航天中心 第一发射台 | Resourcesat-2A | 1235 公斤                                                                                               | 成功     |
| C36    | [ 102 ] [ 103 ] [ 104 ] [ 105 ] [ 106 ] [ 107 ]                                     |                      |                                | | |          |
| C37    | PSLV-XL                                                                             | 2017年2月15日 03:58  | 萨迪什·达万航天中心 第一发射台 | Cartosat-2D INS-1A INS-1B Nayif-1 Al Farabi-1 PEASSS BGUSat DIDO-2 88 x Doves (Flock 3p) 8 x LEMUR Nano                           | 730 公斤 8.4 公斤 9.7 公斤 1.1 公斤 1.7 公斤 3 公斤 4.3 公斤 4.2 公斤 88 x 4.7 公斤 8 x 4.6 公斤        | 成功     |
| C37    | 印度首次實施的一箭一百零四星的計劃，同時亦刷新了世界紀錄。                          |                      |                                | | |          |
| ...... |                                                                                     |                      |                                | | |          |
| C52    | PSLV-XL                                                                             | 2022年2月14日 00:29  | 萨迪什·达万航天中心            | RISAT-1A INSPIRESat-1 INS-2TD | 1710 公斤 8.7 公斤 17.5 公斤                                                                            | 成功     |
| C52    | [ 114 ] [ 115 ] [ 116 ] [ 117 ] [ 118 ] [ 119 ]                                     |                      |                                | | |          |

### 發射結果
- 失敗
- 部分失敗
- 成功
- 計劃

## 参阅
- 印度运载火箭发射列表

## 腳注
1. ↑  馬亨德拉山是印度太空研究組織測試運載火箭和衛星推進系統的地方，由於這裡位於西高止山脉最南端，擁有達1,645米海拔，因此是印度測試運載火箭系統的理想地方。
2. ↑  CA是指獨立的核心，意指只有一支火箭作為動力，並不如標準型具備助推器。

## 外部連結
- PSLV Moon Mission's Launch （页面存档备份，存于）
- PSLV-C7 launch Video （页面存档备份，存于）
- ISRO PSLV page （页面存档备份，存于）
- Bharat-Rakshak PSLV page
- India in Space PSLV page
- PSLV-C8 Mission Photo Gallery （页面存档备份，存于）
- RISAT （页面存档备份，存于）